# Dudek velký
Dudek velký (Upupa antaios) je vyhynulý pták z čeledi dudkovitých, blízký příbuzný dudka chocholatého (Upupa epops), který je v současnosti jediným druhem dudka na světě.

## Taxonomie
První analýzu tohoto druhu publikoval v roce 1963 britský zoolog Philip Ashmole, který v sedimentech Dry Gut na východě Svaté Heleny objevil levou pažní kost, výrazně odlišnou od ostatních Upupidae.

V roce 1975 popsal paleontolog Storrs L. Olson nový materiál nasbíraný v Prosperous Bay: neúplnou kostru s částí lebky, několika záprstními kůstkami, několika obratli, dvěma korakoidy a levou stehenní kostí a dalšími pozůstatky, pomocí kterých definoval nový druh.

Jeho vědecké jméno je odvozeno od jména Antaios, syna Poseidona a Gaii. Byl to obrovský řecký zápasník, který čerpal svou nezdolnou sílu ze země a byl poražen Héraklovým trikem.

## Morfologie
Dudek velký byl pravděpodobně mnohem větší než dudek chocholatý a nebyl schopen letu. Protože známí dudci jsou hmyzožraví a živí se převážně velkým hmyzem, mohl být dudek velký predátorem škvora svatohelenského (Labidura herculeana), hmyzu dorůstajícího až 8,5 cm, který nebyl od roku 1967 spatřen živý.

## Status
Příčina vyhynutí dudka velkého zůstává neznámá, ale může souviset s objevením Svaté Heleny 21. května 1502 a následnou kolonizací a s tím spojeným zavlečením krys a koček domácích a ničením životního prostředí.